# Ореляк (заповедник)
Ореляк (болг. Ореляк) — природный заповедник в центральной части горного хребта Пирин на юго-западе Болгарии. Расположен в общине Гоце-Делчев Благоевградской области. Образован 22 февраля 1985 года с целью охраны старых буковых лесов на окраинах горы Ореляк (2099 м), самой высокой вершины Центрального Пирина. Заповедник охватывает территорию площадью 757 га (7,57 км²).

## География
Границы заповедника идут по главным горным хребтам севернее горы Ореляк; сам хребет находится в буферной зоне заповедника. Самый восточный участок находится в долине реки Лажничка, притока реки Марево. Заповедник расположен на высоте от 900 до 1800 м. Горы сложены из мрамора. Климат средиземноморский и альпийский на бо́льшей высоте.

## Флора
Леса бука лесного имеют наиболее важное значение для сохранения. Их средний возраст составляет более 150 лет, но, несмотря на это, леса сохранились очень густыми. В нижней части заповедника буковые леса были заменены другими лиственными деревьями, такими как европейский хмелеграб и ясень манновый. На западных участках высотой около 1700 м имеются также небольшие участки румелийской сосны.
Заповедник является местом произрастания целого ряда болгарских и балканских эндемичных травянистых видов, включая Sideritis scardica, Draba scardica, Achillea chrysocoma, Saxifraga ferdinandi-coburgi, Viola grisebachiana, Polygala rhodopaea, Arabis ferdinandi-coburgii, Thymus perinicus и др.

## Фауна
Несмотря на небольшую территорию заповедника, его фауна разнообразна. К типичным животным заповедника относятся бурый медведь, волк, лисица обыкновенная, дикая свинья, европейская косуля, огненная саламандра, греческая лягушка и др.

## Природоохранный режим
Территория с самым строгим природоохранным режимом. Запрещена любая деятельность, кроме природоохранной; научной; экскурсий по обозначенным дорожкам, в т.ч. в образовательных целях; сбора семян, диких растений и животных для их восстановления в других местах, исключающего нарушения в экосистемах; пожаротушения и осуществления санитарных мероприятий в лесах, пострадавших от стихийных бедствий и оползней.